# انریکه لین
انریکه لین (انگلیسی: Enrique Lihn; ۳ سپتامبر ۱۹۲۹ – ۱۰ ژوئیهٔ ۱۹۸۸) شاعر اهل شیلی بود.